# 葡萄沟街道
葡萄沟街道，是中华人民共和国新疆维吾尔自治区吐鲁番市高昌区下辖的一个乡镇级行政单位。

## 行政区划
葡萄沟街道下辖以下地区：
葡萄社区、布依鲁克社区、拜什买里社区和达甫散盖社区。